# Kavrayskiy Hills
Kavrayskiy Hills är en kulle i Antarktis. Den ligger i Östantarktis. Nya Zeeland gör anspråk på området. Toppen på Kavrayskiy Hills är 466 meter över havet.
Terrängen runt Kavrayskiy Hills är huvudsakligen kuperad, men åt sydost är den bergig. Trakten är obefolkad. Det finns inga samhällen i närheten.